# Port lotniczy Poitiers-Biard
Port lotniczy Poitiers-Biard (IATA: PIS, ICAO: LFBI) – port lotniczy położony 2,4 km na zachód od Poitiers, w regionie Poitou-Charentes, we Francji.

## Linie lotnicze i połączenia
| Linia lotnicza   | Kierunek                                              |
| ---------------- | ----------------------------------------------------- |
| Air France       | Sezonowo: 1. Ajaccio                                  |
| Chalair Aviation | 1. Lyon                                               |
| Ryanair          | 1. Barcelona 2. Londyn-Stansted Sezonowo: 1. Edynburg |